# Parasite!
Parasite! es el segundo EP del grupo sueco de heavy metal Mustasch. Fue publicado en 2006.

## Lista de canciones
1. "Nailed To Pain" - 4:17
2. "My Disorder" - 4:10
3. "Do Or Die" - 3:33
4. "Parasite" - 2:40
5. "Kill The Light" - 3:51
6. "The Dagger (Live)" - 10:12

- Datos: Q4346207